# Aphodius semenowi
Aphodius semenowi là một loài bọ cánh cứng trong họ Scarabaeidae. Loài này được Reitter miêu tả khoa học năm 1887.